# Firmicus arushae
Firmicus arushae là một loài nhện trong họ Thomisidae.
Loài này thuộc chi Firmicus. Firmicus arushae được Lodovico di Caporiacco miêu tả năm 1947.